# 李炉乡
李炉乡，是中华人民共和国吉林省通化市梅河口市下辖的一个乡镇级行政单位。

## 行政区划
李炉乡下辖以下地区：
广丰村、连山村、广居村、永平村、永强村、三人班村、东泉村、李炉村、邱凤村和凤城村。